# Arbeid Adelt!
Arbeid Adelt! war eine belgische Band der 1980er und frühen 1990er Jahre. Bekannt wurde die Gruppe durch ihre Kombination von elektronischer Musik, New Wave und zum Teil absurden Texten.

## Geschichte
Gegründet wurde die Formation im Jahr 1981 von dem Sänger und Keyboarder Marcel Vanthilt (Pseudonym: Max Alexander) und dem Saxophonisten und Keyboarder Jan Van Roelen (David Salomon). Noch im gleichen Jahr erschien die erste Single Ik Sta Scherp. Mit dem Titel De dag dat het zonlicht... von der gleichnamigen Single aus dem Folgejahr und einem Auftritt in einer Fernsehsendung wurden sie im flandrischen Landesteil bekannt. Den ursprünglichen Songtitel De dag dat de dokter geen pillen meer voorschreef (Der Tag, an dem der Doktor keine Pillen mehr verschreibt) änderte die Band – bereits im Studio – zu De dag dat het zonlicht niet meer scheen (Der Tag, an dem das Sonnenlicht nicht mehr scheint) – weil Jan Van Roelen der Titel nicht gefiel. Dies führte zu einem Copyright-Konflikt mit dem flämischen Schlagersänger John Terra, der ein Lied mit identischem Namen aufgenommen hatte und sich durch eine Textzeile angegriffen sah. Die Band änderte den Titel daraufhin erneut.
Das Jahr 1983 war ein ereignisreiches für Arbeid Adelt!. Zuerst stieß der Gitarrist Luc Van Acker zu der Band, dann erschien das erste Album namens Jonge Helden sowie kurz darauf ein weiteres unter dem Titel Le Chagrin En Quatre-Vingts. Zugehörige Singleauskopplungen folgten. Aber schon 1984 verließ Van Acker die Band wieder, Geen Ekskuzes Meer erschien ohne seine Beteiligung. Mit Willy Lambregt als Willy-Willy an der Gitarre und Dani Klein am Mikrofon wieder auf Sollstärke angewachsen, folgten im Jahr 1985 die Singles Wittekomhie sowie Décoiffé. Doch auch diese Besetzung sollte nicht von Dauer sein, die Band löste sich kurz darauf aufgrund von internen Differenzen sowie aus Unzufriedenheit mit ihrer Plattenfirma auf.
Marcel Vanthilt orientierte sich Richtung Fernsehen und war von 1987 bis 1990 Videojockey beim neugegründeten Musiksender MTV Europe. Dort moderierte er zusammen mit Ray Cokes Cokes and Vanthilt.
Doch bereits im Jahr 1991 findet man sich in der Besetzung Vanthilt, Van Roelen und Van Acker wieder zusammen, ergattert einen Plattenvertrag beim Major-Label Virgin und veröffentlicht ein weiteres Album mit dem Namen Des Duivels Oorkussen. Es folgen drei Singleauskopplungen, darunter Johnniie Sexpistool. Der finanzielle Erfolg bleibt jedoch aus und so wendet sich Vanthilt wieder seiner Fernsehkarriere zu.
Jan Van Roelen veröffentlicht 1994 mit verschiedenen anderen Musikern unter dem Bandnamen noch ein Album namens Noblësse Oblige, danach wird es still um die Band.
Am 2. August 2007 fand im Theater by the Sea in Ostende ein Wiedersehenskonzert von Arbeid Adelt! statt. Anlass war der fünfzigste Geburtstag von Marcel Vanthilt. Ein weiteres Konzert absolvierte die Band am Sinner’s Day am 31. Oktober 2010. Am 22. April 2011 erscheint das erste Live-Album der Band, Live@ab2011. Fast genau zwei Jahre später Fm Bxl Ep, eine Split-EP mit der belgischen Band Bene Gesserit. Im Dezember 2013 spielte die Band als Headliner beim BIMFest 2013.
Im Nachhinein bekannt ist die Band vor allem als Durchgangsstation einiger Musiker, die in ihr mitspielten. Luc Van Acker, der Anfang der 1980er als Studiomusiker für Jo Lemaire, Red Zebra und andere Künstler arbeitete, und der die Band 1984 verließ, gründete im Jahr darauf mit Al Jourgensen von der Band Ministry das Post-Industrial Projekt Revolting Cocks. Nach der kurzen Wiedervereinigung der Jahre 1991/92 etablierte er sich als Musiker im Bereich Electronic sowie als Labelmanager und Produzent. Dani Klein und Willy Lambregt gründeten 1986 zusammen mit Dirk Schoufs die erfolgreiche Popband Vaya Con Dios.

## Diskografie

### Alben
- 1983: Jonge Helden  (Parlophone)
- 1983: Le Chagrin En Quatre-Vingts (Parlophone)
- 1991: Des Duivels Oorkussen (Virgin)
- 1993: Bijna Heeft Nog Nooit Een Haas Geschoten... (Kompilation; Ariola Express)
- 1994: Noblësse Oblige  (Virgin)
- 2015: Slik (Excelsior Recordings)
- 2023: Het Heelal Is Hier (Starman Records)

### Singles
- 1981: Ik Sta Scherp (Wereldrekords)
- 1982: De Dag Dat Het Zonlicht Niet Meer Scheen (Parsley)
- 1983: De Man Die Alles Noteert (Parlophone)
- 1983: Het Meisje Van Mijn Hart (Parlophone)
- 1983: Lekker Westers (Parlophone)
- 1984: Geen Ekskuzes Meer (Parlophone)
- 1985: Wittekomhie (Parlophone)
- 1985: Decoiffe (Parlophone)
- 1987: Disco Death (Play It Again Sam)
- 1990: Spannend (Virgin)
- 1991: Nergens Heen (Virgin)
- 1992: Johnniie Sexpistool (Virgin)
- 2022: Het Heelal Is Hier (Starman Records)
- 2022: Death Disco / An Astronomical Object (Split mit Hieroglyphic Being; Yellow Jackets)

### EPs
- 2013: FM BXL EP (Split mit Bene Gesserit; Walhalla Records)